# Townsonia
Townsonia – rodzaj roślin z rodziny storczykowatych (Orchidaceae). Obejmuje 3 gatunki występujące w Australii i Oceanii w takich krajach i regionach jak: Wyspy Antypodów, Wyspy Chatham, Nowa Kaledonia, Nowa Zelandia, Tasmania.

## Systematyka
Rodzaj sklasyfikowany do podplemienia Acianthinae w plemieniu Diurideae, podrodzina storczykowe (Orchidoideae), rodzina storczykowate (Orchidaceae), rząd szparagowce (Asparagales) w obrębie roślin jednoliściennych.
Wykaz gatunków
- Townsonia atepala (Rchb.f.) M.A.Clem. & D.L.Jones
- Townsonia deflexa Cheeseman
- Townsonia viridis (Hook.f.) Schltr.